# Hopje

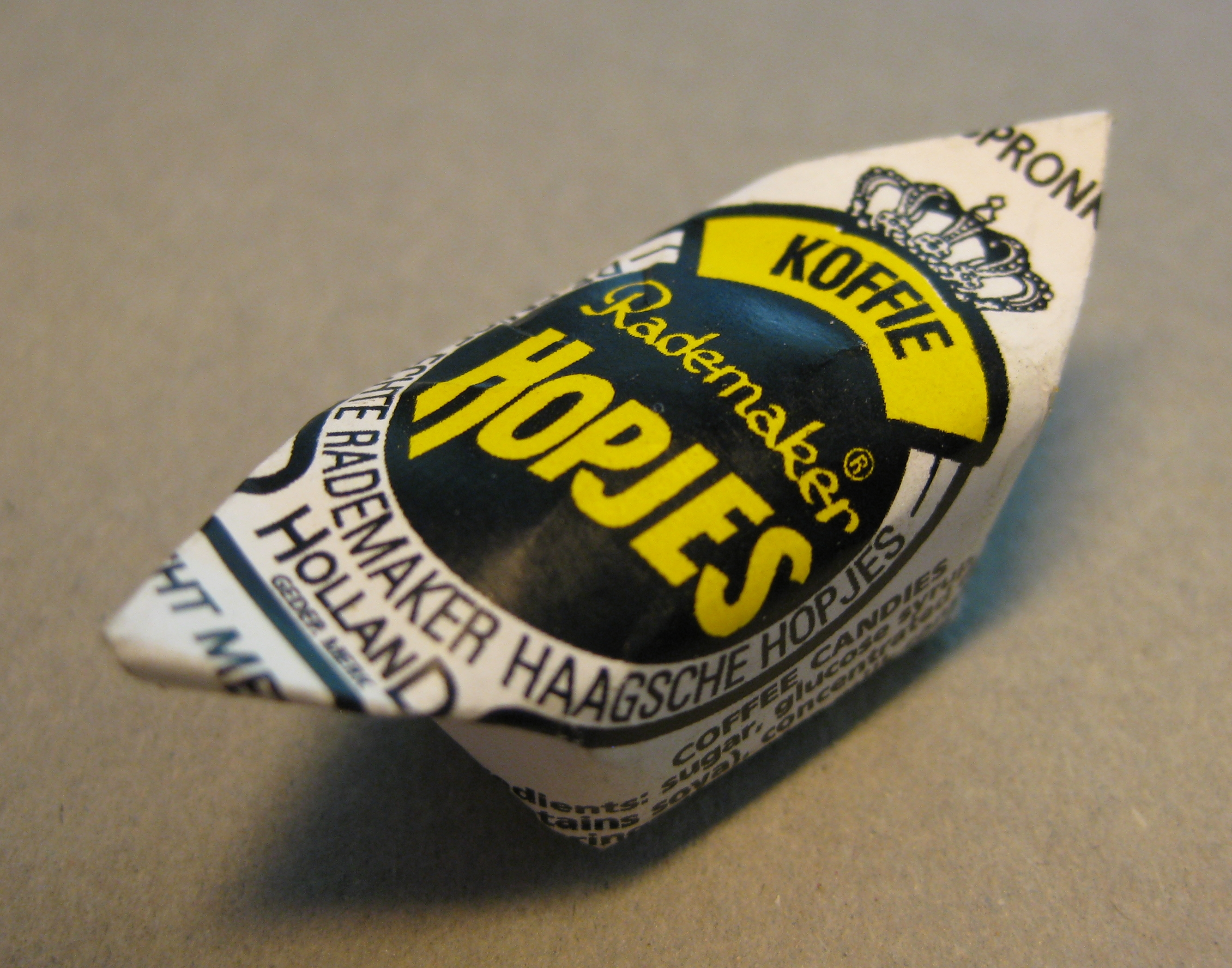
Een hopje

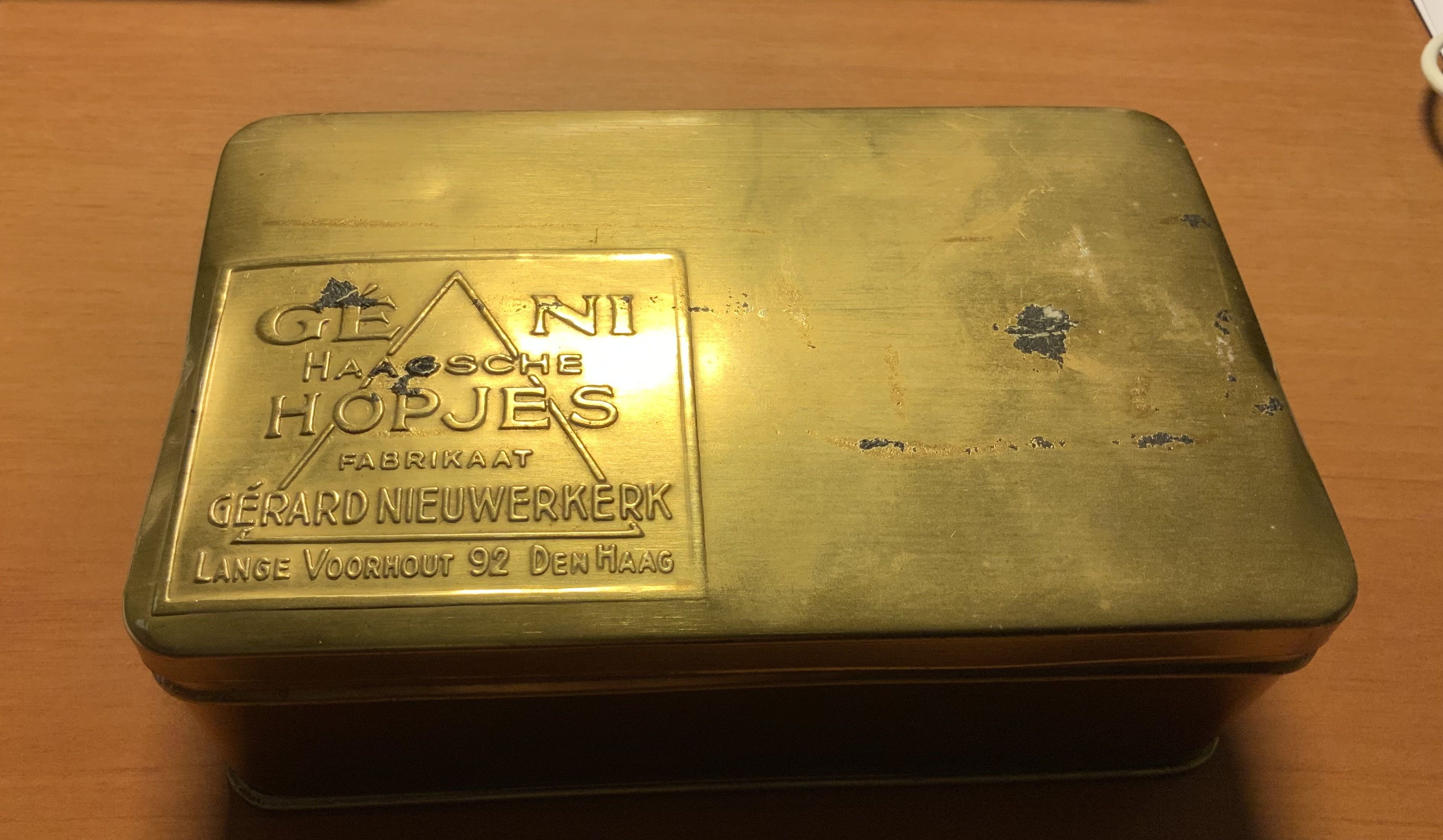

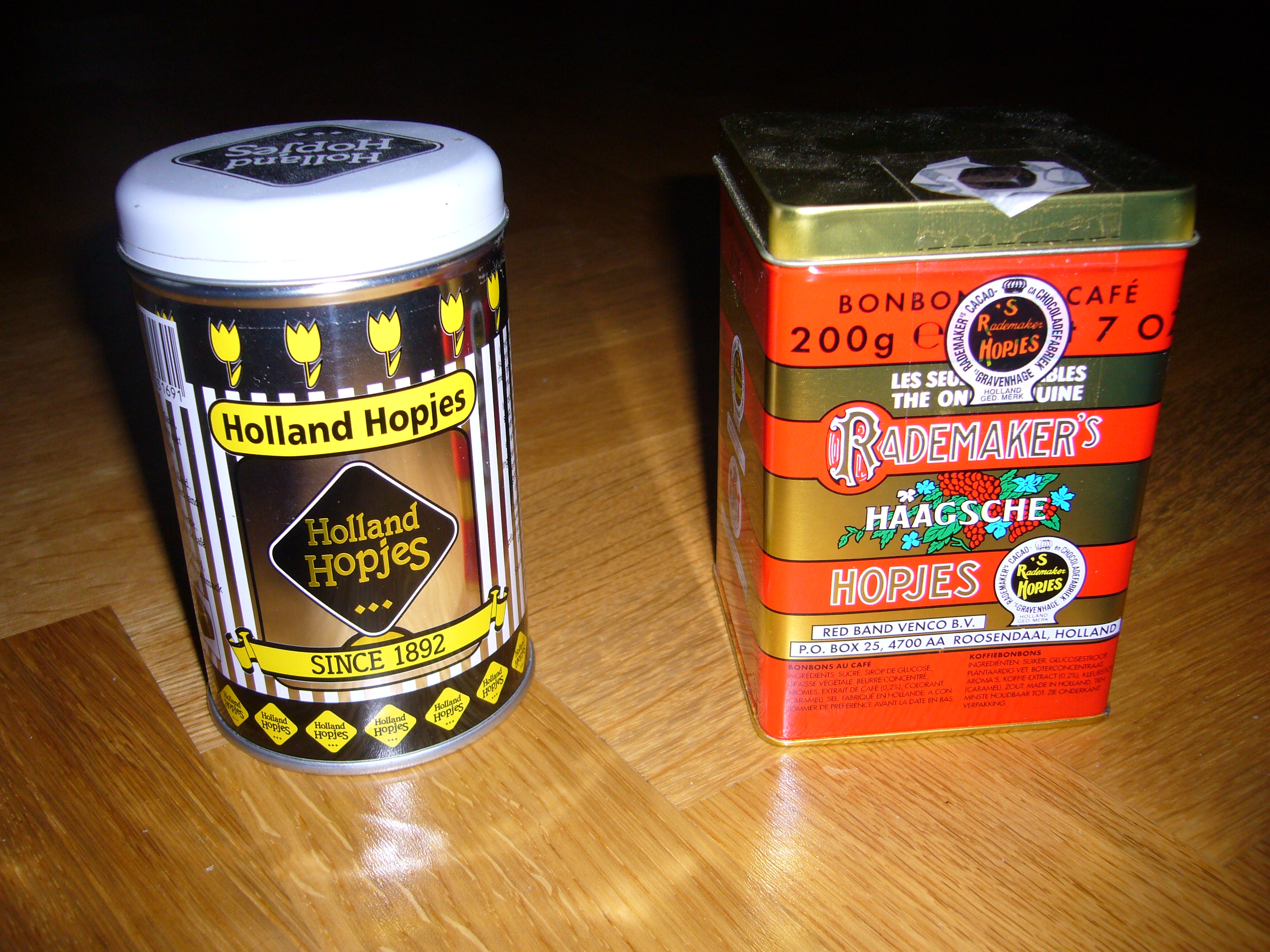
Hopjesblikken

Een hopje is een hard snoepje met een lichte koffie- en karamelsmaak.

## Haagsche Hopjes
Het snoepje is genoemd naar baron Hendrik Hop (Breda, 27 oktober 1723 - Den Haag, 29 april 1808), gezant der Staten van Holland. Toen de Fransen in 1792 Brussel innamen, werd Hop naar Den Haag teruggeroepen, waar hij tot 1801 boven het confiseurhuis van de firma Van Haaren & Nieuwerkerk op het Lange Voorhout 92 woonde. De baron was verslaafd aan koffie. Het verhaal wil dat hij op een avond zijn kop koffie met suiker en room op de kachel liet staan. De volgende ochtend bleek dat een karamel te zijn geworden. Hop vond die brokken suiker met koffiesmaak erg lekker. Toen hij korte tijd later van zijn dokter geen koffie meer mocht drinken, vroeg hij zijn onderbuurman, bakker Theodorus van Haaren, voor hem van die 'brokken koffie' te maken. Ze werden al gauw 'de brokken van baron Hop' genoemd en kregen in 1880 de naam Haagsche Hopjes.
Het confiseurhuis werd hiermee beroemd tot ver in het buitenland. De export ging naar vorstenhuizen in Europa en naar de tsaren in Sint-Petersburg. Voor de hopjes die naar Nederlands-Indië gingen, werden vanaf 1875 speciale blikken gemaakt.
In 1794 kocht de firma Nieuwerkerk nummer 94 erbij, en behalve de winkel was er nu ook een thee- en ijssalon, een nieuw concept in Den Haag, dat zeer succesvol werd. Al gauw kwamen er meer theesalons bij, zoals Krul op het Noordeinde en Lensvelt Nicola op het Tournooiveld.
In 1924 werd de firma omgezet in een naamloze vennootschap. De eigenaar overleed een jaar later en Nieuwerkerk & Zn NV associeerde zich met de Haagsche Beschuit Bakkerij. Er werden weer hopjes gemaakt, die toen Geni-hopjes heetten.

## Rademaker's Hopjes

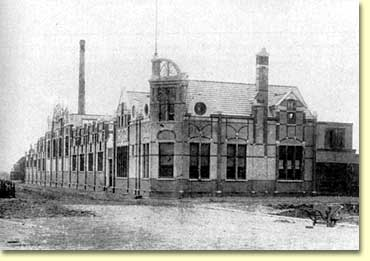
Rademaker's fabriek in Den Haag, 1900

De hopjes werden  onder andere door J.P. Rademaker nagemaakt, die lange tijd adverteerde dat alleen hij de échte hopjes maakt. Zijn fabriek, ontworpen door architect W.B. van Liefland,  stond aan de Laan van Meerdervoort tussen de Fahrenheitstraat en de Valkenboskade. Rademaker was wel het eerste bedrijf dat de bonbons in bedrukte wikkels verpakte, wat voor snoep niet gebruikelijk was.
Nieuwerkerk en de Haagse Rademaker hebben jarenlang processen gevoerd. Rademaker adverteerde dat hij de echte Hopjes maakte. Toen de Rotterdamse Rademaker in 1949 het bedrijf van de erven van Gerard Nieuwerkerk overnam, ging het gevecht tussen de beide Rademakers nog 40 jaar door. In 1989 besliste de Reclame Code Commissie dat de Haagse Rademaker niet meer met 'enige echte' mocht adverteren, maar dat er altijd de naam van het bedrijf bij moest staan, dus 'enige echte Rademaker's hopjes' of 'enige echte Krul hopjes'.
In de Verenigde Staten had Rademaker van 1932 tot 2003 het trademark.

## Hopjesmerken
Rond 1900 waren er ongeveer 60 bedrijven in Nederland die hopjes maakten, en een gelijk aantal in het buitenland, onder meer:
| Den Haag - A.A. Bolt & Co, Bankastraat 4F - Haagsche Hopjes van Theodorus van Haaren, Lange Voorhout 92 - Pieter Nieuwerkerk (zijn schoonzoon) - Gerard Nieuwerkerk (↑ 1948) - J. Kocaré, Bleijenburg 4 - Krul's Haagsche Hopjes, J.A. Krul, Noordeinde 44 - Rademaker's Haagsche Hopjes, Laan van Meerdervoort Elders in Nederland - Droste hopjes - Frank Rademaker's Hopjes, Rotterdam - Rotterdammertjes, Olaf Ouwerkerk, Rotterdam - Petrovitch' mocca hopjes, Amsterdam - Romokka, Rotterdam - Tjoklat hopjes, Amsterdam | Buitenland - Alpes hopjes uit Zwitserland - Caramelo hopjes uit Argentinië - Lieber hopjes uit Israël - Kees hopjes uit Engeland - Le Main Gourmand hopjes uit Frankrijk - Mia Nada hopjes uit (voormalig) Joegoslavië - Ny Hollansk hopjes uit Noorwegen |

De Romokka-hopjes kwamen uit de Extractfabrieken "Santa" te Rotterdam. De Tjoklat-hopjes werden gemaakt door de N.V. Hollandsch-Zwitsersche Chocoladefabriek, Vaartstraat 84, in Amsterdam. Er was een Indonesische vrouw op afgebeeld en op de deksel stond "met Indische rietsuiker bereid".

## In en na de Tweede Wereldoorlog
Omdat Nieuwerkerk tijdens de Tweede Wereldoorlog geen hopjes wilde leveren aan de Duitsers, werd het moeilijk om aan ingrediënten te komen. Toch vierde de firma in 1943 zijn 150-jarig bestaan met het uithangen van de Nederlandse vlag. Met het bombardement van het Bezuidenhout verloor de familie Nieuwerkerk alles. Gerard Nieuwerkerk overleed in 1948, zijn echtgenote in 1951. De aandelen werden overgenomen door Rademaker uit Rotterdam.
In 1971 werd Rademaker overgenomen door Continental Sweets uit België, bekend van de merknamen Lutti en Leo. Deze firma heeft later ook Kwatta overgenomen. Toen werd ook het Nederlandse verkoopkantoor verhuisd van Vlijmen naar de Kwattafabriek in Breda. Deze fabriek is in 1975 verhuisd van Breda naar Etten-Leur, maar wel onder een nieuwe naam: Pieter Nieuwerkerk. In 1999 kwam het merk Rademaker Hopjes in handen van RBV Leaf (dat sinds 1990 werkmaatschappij van CSM was) en werden de hopjes in Sneek geproduceerd. De bekende rode, vierkante blikjes werden vervangen door witte, ronde blikjes. Sinds 2007 worden weer rode blikjes gemaakt.

## Heden
Toen de Leaf-fabrieken in Sneek in Zweedse handen vielen, besloot moederconcern Cloetta in 2012 dat de productie van hopjes naar de Italiaanse stad Cremona moest verhuizen. Daarmee kwam een voorlopig einde aan ruim twee eeuwen productie van deze specifieke koffiebonbon in Nederland. Sinds medio 2024 zijn de originele Rademakers hopjes niet meer te koop bij de grote supermarkten in Nederland en in 2025 stopte de productie helemaal.
Sinds 2013 worden in een nieuwe Haagsche Hopjesfabriek aan de Bezuidenhoutseweg weer hopjes gemaakt. Ook bij Napoleon uit Breskens worden nog hopjes gemaakt.

## Publicatie
Historicus en hopjesparafernalia-verzamelaar M.R. van der Kroft schreef in 1992 een studie over de hopjes getiteld: Een Baron in Koffie. 1792-1992. Twee eeuwen het fenomeen 'Haagsche Hopjes. Er was in Den Haag tussen 1990 en 1998 een museum voor het Haagsche Hopje gevestigd, dat in 1998 werd gesloten.

## Afgeleide producten
- Hopjesvla is vla met hopjessmaak.
- Hopjesstroopwafels zijn stroopwafels met hopjessmaak.